# 규율
규율(規律, 영어: discipline) 또는 훈육(訓育)은 규칙이나 명령을 준수하도록 요구함으로써 얻어지는 자제력과 어려운 일을 계속해서 수행할 수 있는 능력이다. 규율에 엄격한 자들은 이러한 자제력이 가장 중요하다고 믿으며 그러한 행동을 발전시키는 것을 목표로 하는 일련의 규칙을 시행한다. 이러한 집행은 때때로 처벌을 기반으로 하지만 둘 사이에는 분명한 차이가 있다. 이러한 차이를 전달하는 한 가지 방법은 각 단어의 근본 의미를 통해 알 수 있다. 규율(discipline)은 “가르치다”를 의미하고 처벌(punishment)은 “시정하거나 고통을 야기하다”를 의미한다. 처벌은 일시적으로 원치 않는 행동을 없앨 수 있지만 장기적으로 효과적인 경우는 거의 없으며 규율은 대개 효과적이다.

## 같이 보기
- 동조
- 사회 규범
- 복종
- 워크에식
- 규칙 (법)